# بريان لورين
بريان لورين (بالإنجليزية: Bryan Loren)‏ هو كاتب أغاني ومنتج أسطوانات أمريكي، ولد في 5 مايو 1966 في لونغ آيلند في الولايات المتحدة.

## وصلات خارجية
- الموقع الرسمي
- بريان لورين على موقع ميوزك برينز (الإنجليزية)
- بريان لورين على موقع أول ميوزيك (الإنجليزية)
- بريان لورين على موقع ديسكوغز (الإنجليزية)